# Поляки у Білорусі

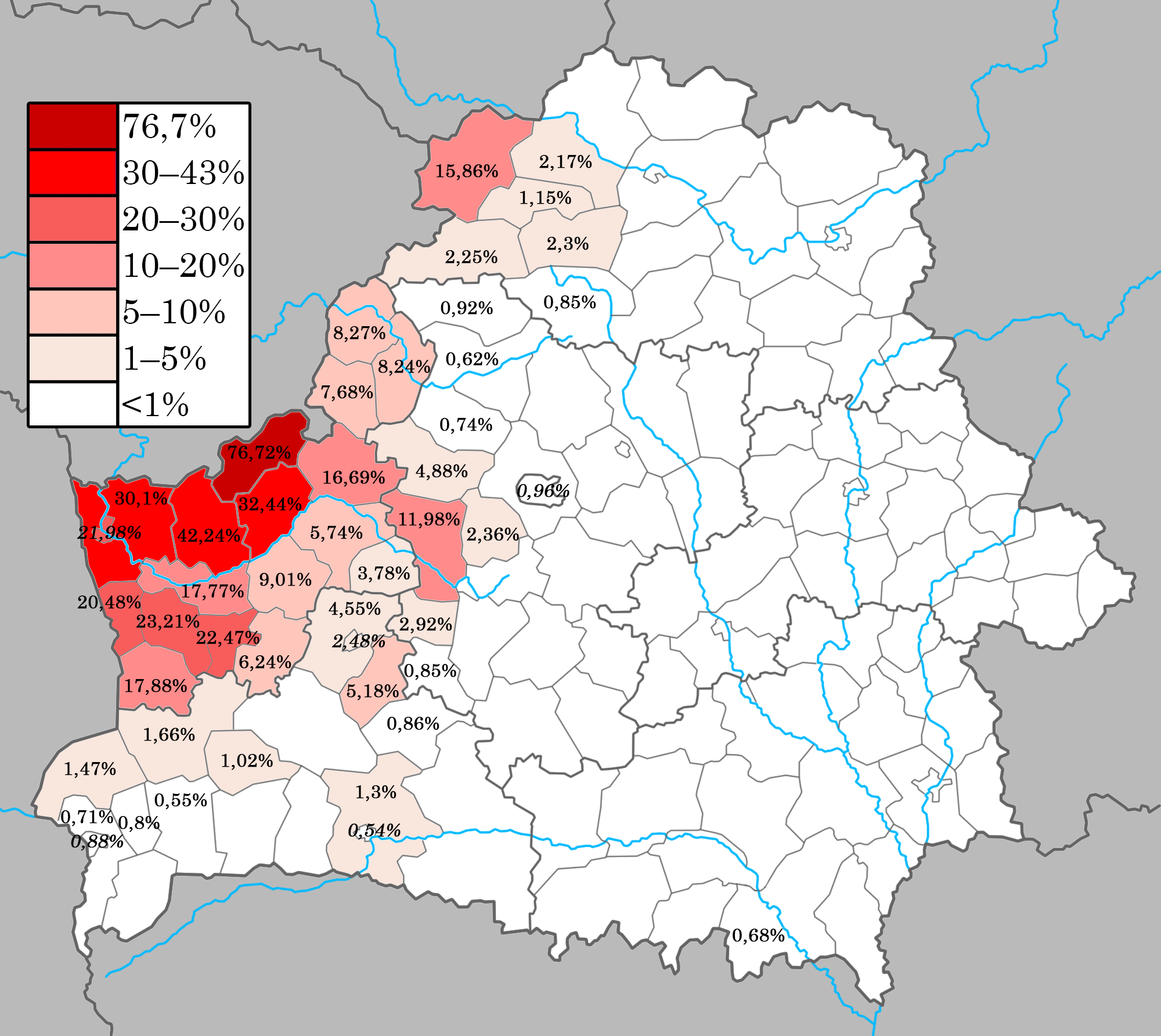
Частка етнічних поляків у населенні районів і міст обласного підпорядкування та Мінська за даними перепису населення 2019 року

Поляки у Білорусі — друга за чисельністю національна меншина Білорусі після росіян. Загальна кількість громадян Білорусі польського походження сягає 400 000, однак за різними оцінками неурядових джерел її чисельність може бути більшою. Історія польської меншини в Білорусі сягає декількох століть. Останнім часом відносини між Польщею та Білоруссю погіршилися, що до певної міри впливає на стан польської меншини країни.

## Історія
Польська меншина на території сучасної Білорусі почала формуватися ще з часів Польсько-литовської держави, Люблінської унії 1569 року, здебільшого завдяки політиці полонізації самосвідомості литовців які переходили на діалекти  слов'янських мов(зокрема білоруської) які стала  панівними в Литовському князівстві після  Люблінської унії 1569 року. Польська присутність та вплив, ослаблений поділами Польщі у 18-19 ст., був відновлений на західній частині країни в періоді між двома світовими війнами. Польський вплив, однак, був знову зведений нанівець після радянської агресії проти Польщі у 1939 році, коли Західна Білорусь увійшла до складу Білоруської РСР. З того часу велика кількість етнічних поляків країни або загинули у ході бойових дій, або були вислані Радянською владою спочатку на схід до Росії, Казахстану і Узбекистану, а пізніше на захід до Польщі. Разом з рештою населення Білорусі, поляки що залишилися зазнавали утисків та піддавалися політиці русифікації. З часу проголошення незалежності Білорусі становище етнічних поляків в країні значно покращилося, почали відкриватися культурні центри та школи. Попри це, відносини між польською меншиною та урядом Лукашенка з різних причин залишаються складними.
Динаміка чисельності поляків у Білорусі за даними переписів :
- 1959 - 538 881 - 6,69%
- 1970 - 382 600 - 4,25%
- 1979 - 403 169 - 4,23%
- 1989 - 417 720 - 4,11%
- 1999 - 395 712 - 3,94%
- 2009 - 294 549 - 3,10%

Динаміка чисельності поляків у регіонах Білорусі
|              | 1959    | 1959   | 1989    | 1989   | 2009    | 2009   |
| Брестська    | 41 884  | 3,55%  | 31 674  | 2,19%  | 17 539  | 1,25%  |
| Вітебська    | 83 800  | 6,57%  | 25 266  | 1,79%  | 11 141  | 0,91%  |
| Гомельська   | 7 119   | 0,52%  | 4 556   | 0,27%  | 1 958   | 0,14%  |
| Гродненська  | 332 430 | 30,87% | 300 836 | 25,85% | 230 810 | 21,52% |
| Мінська      | 64 425  | 4,38%  | 33 248  | 2,11%  | 17 908  | 1,26%  |
| Могильовська | 3 643   | 0,31%  | 3 661   | 0,29%  | 1 773   | 0,16%  |
| м.Мінськ     | 5 580   | 1,09%  | 18 479  | 1,15%  | 13 420  | 0,73%  |
|              |         |        |         |        |         |        |

## Сучасний стан

Поляки у Білорусі (2009)

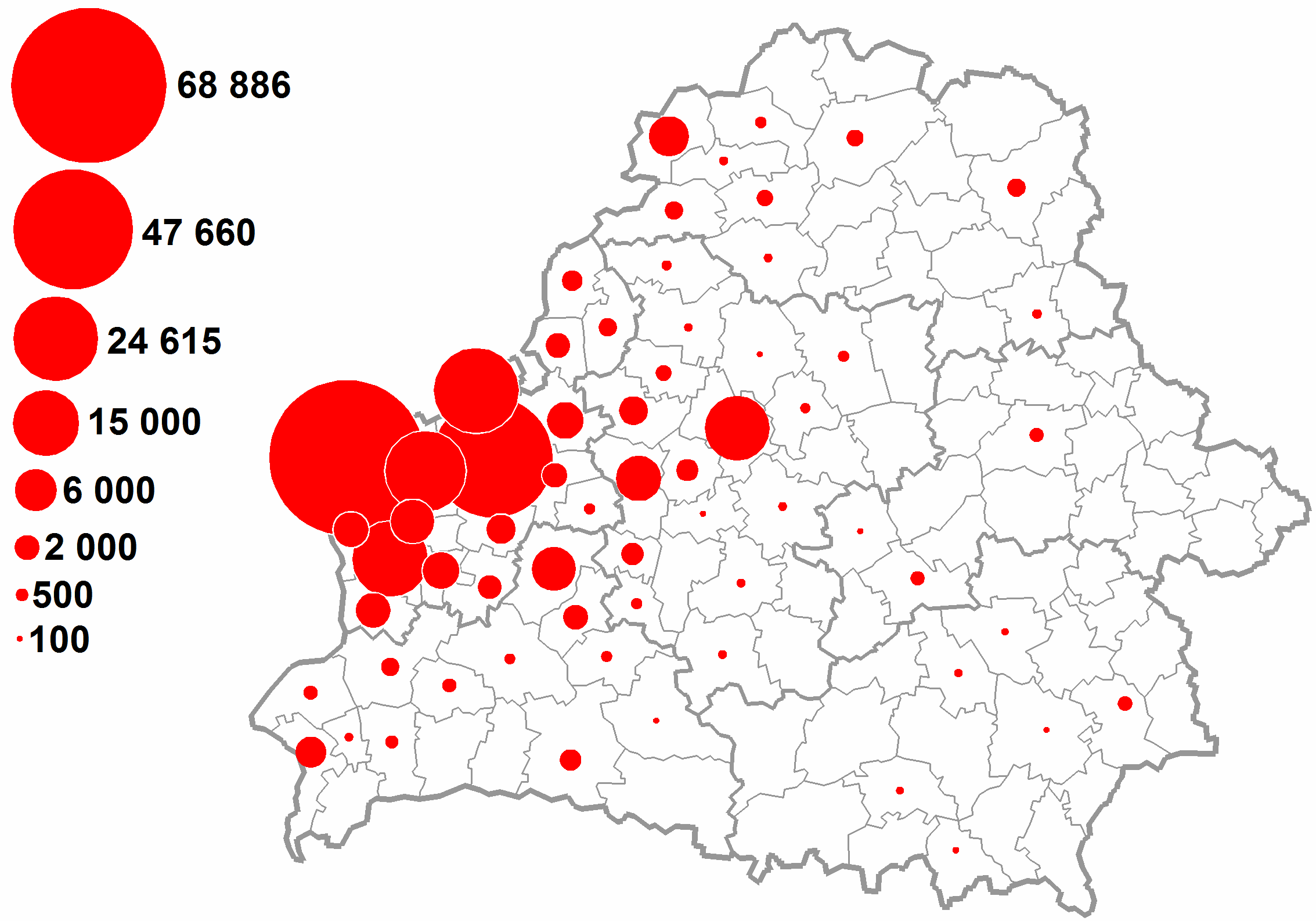
Поляки у Білорусі (2009)

За переписами населення 1989 та 1999 років польська меншина в Білорусі сягає близько 400 000, однак за різними оцінками неурядових джерел її чисельність є набагато вищою. Після росіян, поляки складають другу найчисельнішу етнічну меншину в країні. Більшість поляків Білорусі живуть у західних регіонах республіки (найбільше у Гродненській області — 294,000). Найбільшою організацією поляків країни є «Союз поляків у Білорусі» (пол. Związek Polaków na Białorusi), з членством більш ніж 20 000 осіб. Певна частина етнічних білорусів католицького віросповідання та нащадки білоруської шляхти історично належали до польської меншини, хоча й не були етнічними поляками. Такий стан речей став поступово змінюватись і римо-католицька церква Білорусі прагне позбутися чисто польського забарвлення.
Останнім часом стосунки між урядом і представниками польської меншини Білорусі значно погіршилися, бо уряд Польщі активно підтримує демократичну опозицію урядові Олександра Лукашенка. У зв'язку з цим, представники польських національних організацій скаржаться на утиски стосовно до їх членів. У відповідь на звинувачення та позицію Варшави у 2005 році режим Лукашенка почав кампанію підтримки польської етнічної меншини, яку вважає невід'ємною частиною Білорусі. Основним звинуваченням білоруської влади в бік Варшави були спроби дестабілізації становища та використання поляків Білорусі як п'ятої колони. У травні й червні 2008 року влада Білорусі вигнала з країни польського дипломата, закрила польськомовну газету і безпосереднім втручанням замінила демократично обране керівництво «Союзу поляків у Білорусі» на провладних кандидатів.
Список районів Білорусі, де поляки складають понад 10% всього населення за переписом населення 2009 р.:
| Район          | область     | %    |
| -------------- | ----------- | ---- |
| Вороновський   | Гродненська | 80,8 |
| Щучинський     | Гродненська | 46,4 |
| Лідський       | Гродненська | 35,3 |
| Гродненський   | Гродненська | 33,6 |
| Вовковиський   | Гродненська | 25,0 |
| Зельвенський   | Гродненська | 23,6 |
| Берестовицький | Гродненська | 21,7 |
| Свіслоцький    | Гродненська | 20,5 |
| м. Гродно      | Гродненська | 19,7 |
| Мостівський    | Гродненська | 18,7 |
| Браславський   | Вітебська   | 18,7 |
| Столбцовський  | Мінська     | 16,4 |
| Ів`євський     | Гродненська | 15,4 |